# 2001年中加里曼丹種族衝突
2001年中加里曼丹種族衝突是發生於印度尼西亞中加里曼丹省桑皮特镇的達雅族與馬都拉族之間的血腥衝突，衝突導致500多人死亡，超過100,000人流離失所。

## 背景
此次衝突並非孤立事件，因為此前曾發生過多起達雅族與馬都拉族之間的暴力事件。馬都拉人於1930年在荷蘭殖民政府發起的移民計劃下首次抵達婆羅洲，並由印度尼西亞政府繼續進行。1996年12月至1997年1月之間的重大衝突，造成600多人死亡。1999年，加里曼丹的馬來人和達雅人在桑巴斯衝突期間聯手攻擊馬都拉人，造成3000人喪生，而印度尼西亞政府幾乎沒有採取任何行動來製止暴力。2000年，移民佔中加里曼丹人口的21%。達雅族與馬都拉族開始在許多行業激烈競爭，在桑皮特等地，馬都拉人迅速主導了低水平的經濟部門，這對達雅人的就業前景產生了負面影響。此外，新的法律允許馬都拉人控制該省的許多商業產業，例如伐木、採礦和種植園。

## 衝突
暴力事件於2001年2月18日首次爆發，當時兩名馬都拉人在桑皮特镇遭到一些達雅人的襲擊。對於這次衝突的原因有很多不同的說法，一個版本聲稱它是由一起對達雅人房屋的縱火襲擊造成的，有謠言指責火災是由馬都拉人引起的，後來一群達雅人開始在馬都拉人社區燒毀房屋。而達雅人協會的烏索普教授聲稱，一名達雅人於2000年12月17日在附近的 Kerengpangi 村發生賭博糾紛後被一群馬都拉人毆打致死引發了衝突。另一個版本聲稱衝突始於同一所學校不同種族的學生之間的爭吵。
在桑皮特鎮醫院門外，排列著約30具沒有首級的屍體。桑皮特镇镇长穆罕莫德·瓦尤迪承认，由于暴乱已经蔓延到周边乡村，确切的遇害人数一时难以统计。在衝突期間，至少有300名馬都拉人被達雅人斬首。達雅人在獵首上有著悠久的歷史，儘管這種做法被認為在20世紀初逐漸消失，因為荷蘭殖民統治者禁止這種做法。印尼政府虽然派遣了两个联合营的2000名军警进驻桑皮特镇，并在镇上实行了宵禁，但他们并没有解除达雅人的武装。印尼总统瓦希德依然按照原订安排於2月22日出访非洲和中东，尽管瓦希德多次在出访国表示对种族暴乱表示关注，但他沒有及時回國引起了舆论的普遍不满。
桑皮特鎮的华人占全镇13万人口的10%左右，他们大多来自西加里曼丹省的首府坤甸，在当地以经商为主。虽然達雅人只攻击马都拉人，但是他们放火焚烧马都拉人的住宅及商店时波及了不少华人商店。随着暴乱不断加剧，印尼政府3月1日下令对參加騷亂者格杀勿论，而印尼警方宣称已经射杀了5個趁火打劫者。该地区副警察总长哈米科说：“我们正采取更严厉的措施，以对付暴徒和滋事分子。”印尼警方发言人维达亚迪表示，任何警务人员如不尽全力采取强硬行动阻止暴力事件就会被起诉。
種族衝突的規模使軍方和警察難以控制中加里曼丹的局勢，增援部隊被派去幫助該省現有的軍事人員。印尼国家警察总长苏罗约·比曼托罗表示警方逮捕了一名當地官員，據信他是襲擊事件的兩個主謀之一，他們被懷疑出资2000万印尼盾（约合2100美元）唆使六名男子在桑皮特挑起騷亂。在最初的騷亂和衝突之後，警方還逮捕了一些達雅人，2月21日，數千名達雅人包圍了帕朗卡拉亞的一個警察局，要求釋放達雅人被拘留者，印度尼西亞警方屈服於這一要求。到2月28日，印尼軍方已設法清除街道上的騷亂者並恢復秩序。

## 反應
印尼總統瓦希德2月27日在尼日利亚首都阿布贾举行的记者招待会上批评美国有线电视新闻网夸大了種族衝突的规模：“所谓街头到处都是尸体的报道是不真实的，外国媒体夸大了死亡人数。”瓦希德最后强调印尼副总统梅加瓦蒂一定可以稳定局势，“梅加瓦蒂掌管的印尼是安全的”。2001年2月27日，中国外交部发言人章启月在北京的记者招待会上呼吁印尼政府采取有效措施。